# Planchonella euphlebia
Planchonella euphlebia är en tvåhjärtbladig växtart som först beskrevs av Ferdinand von Mueller, och fick sitt nu gällande namn av Francis. Planchonella euphlebia ingår i släktet Planchonella och familjen Sapotaceae.
Artens utbredningsområde är Queensland. Inga underarter finns listade i Catalogue of Life.